# Sony Xperia Tablet Z
Sony Xperia Tablet Z (модельні номери — SGP351, SO-03E, SGP321) – це сенсорний планшет на Android, розроблений і виготовлений компанією Sony, який вперше був анонсований в Японії в січні 2013 року. Потім його було представлено у всьому світі в Барселоні на Mobile World Congress 25 лютого 2013 року. Планшет є одним із найлегших і найтонших 10,1-дюймових планшетів у світі з вагою 495 грамів і товщиною всього 6,9 мм. Tablet Z замінив Xperia Tablet S зі швидшим процесором, кращою фронтальною камерою, екраном з вищою роздільною здатністю та рейтингами захисту IP55 та IP57 для захисту від пилу, та струменя води, забезпечуючи водонепроникність до одного метра під водою, до тридцяти хвилин. Він був випущений у травні 2013 року. Пристрій продавався за 500 доларів за версію 16 ГБ (тільки з Wi-Fi) і 600 доларів за версію 32 ГБ (тільки з Wi-Fi).
Sony оголосила про наступника Xperia Tablet Z, 24 лютого 2014 року, представивши Sony Xperia Z2 Tablet. Цей планшет був випущений у березні 2014 року у Великій Британії та в липні 2014 року в США.

## Дизайн
Tablet Z, отримав абсолютно новий дизайн, перейнявши зі смартфона Xperia Z і був адаптований під планшет. Він тепер у формі прямокутної плитки, який є відходом від дизайну Sony 2011 року. За словами Sony, дизайн «Omni-Balance» зосереджений на створенні балансу та симетрії у всіх напрямках. Xperia Tablet Z має тонко закруглені краї та сітловідбивальні поверхні з усіх боків, які з’єднані каркасом із пластику. Для адаптації дизайну під планшет, довелося зробити корпус із пластики, оскільки планшет був би тоді важчий, що було основною проблемою попередників. Алюмінієва кнопка живлення розташована на лівій стороні пристрою, нижче розташувалася гойдалка гучності. Всі роз'єми як і в смартфоні під заглушкою, оскільки планшет захищений за стандартом IP55 та IP57. Серед них MHL, 3,5 мм роз'єм для навушників і micro-USB, який тепер використувається не тільки для передачі данних, але і для зарядки. У нижніх кутах планшета, розташувалися два динаміка і один мікрофон, другий є зверху. На задній панелі по центру логотип Xperia, на низу мітка NFC, з правого боку зверху камера. На передній вже по центру є камера і з лівого боку логотип Sony.

## Характеристики планшета

### Апаратне забезпечення
Xperia Tablet Z має 10,1 дюйма із роздільною здатністю 1920 × 1200 пікселів, з щільністю пікселів 224 ppi, TFT LCD-дисплей із запатентованою технологією Sony BRAVIA engine 2 — такою ж, що й у телевізорах компанії, Bravia. Змінилася суттєво апаратне забезпечення, Tablet Z, працює вже на платформі Qualcomm Snapdragon S4 Pro (APQ8064), що працює із тактовою частотою 1,5 ГГц (архітектура ARMv7), 2 ГБ оперативної пам’яті та використовує графічний процесор Adreno 320 для обробки графіки. Пристрій також має внутрішню пам’ять об’ємом 16 або 32 ГБ, із можливістю розширення карткою microSDXC до 64 ГБ. Задня камера планшета має 8 мегапікселів із сенсором Exmor R і з можливістю запису відео у форматі Full HD, а передня камера має 2 мегапікселі та здатна записувати відео 720p. Він також має NFC (Near-field communication), який можна використовувати з Xperia SmartTags, або для фінансових транзакцій, за допомогою відповідних програм із Google Play. Планшет також має інфрачервоний порт, а за допомогою програми TV SideView, Xperia Tablet Z можна використовувати як пульт дистанційного керування. Планшет водонепроникний і може залишатися у воді до одного метра протягом 30 хвилин.

### Програмне забезпечення
Планшет був випущений з інтерфейсом Sony поверх Android 4.1.2 «Jelly Bean». У червні 2014 року він отримав Android 4.4.4 «KitKat». Xperia Tablet Z також має сертифікацію PlayStation Mobile, що дозволяє користувачам грати в ігри PlayStation Suite від Sony. У травні 2015 року Sony Xperia Tablet Z отримав  Android 5.0 «Lollipop».

## Варіанти
Пристрій продавався у версіях Wi-Fi та 4G LTE. Доступність версії 4G LTE залежить від країни.

## Критика
Xperia Tablet Z отримав дуже позитивні відгуки критиків. Пристрій хвалили за його дизайн, продуктивність і малу вагу, а критикували за дещо високу ціну. PCMag високо оцінив пристрій, сказавши, що «Sony Xperia Tablet Z є одним з найкращих доступних планшетів Android, який поєднує неймовірно тонкий і легкий дизайн з першокласною продуктивністю». 
Sony Xperia Tablet Z отримав нагороду EISA «Європейський планшет року» (2013-2014), який вважається «ідеальним вибором для тих, хто шукає поєднання унікального стилю та технологій». Xperia Tablet Z також займає 4-е місце в рейтингу TechRadar 10 найкращих планшетів 2013 року.